# João Amaral
João Pedro Reis Amaral (Vila Nova de Gaia, 7 settembre 1991) è un calciatore portoghese, attaccante del Serik.

## Caratteristiche tecniche
Nato come trequartista, nei primi anni in prima squadra viene spostato sull'ala destra. Ciononostante, come da lui stesso ammesso, continua a preferire la zona centrale del campo. 
Nel 2021-2022, sotto la guida di Maciej Skorża al Lech Poznań, torna al ruolo originale disputando una delle migliori stagioni della sua carriera.

## Carriera

### Club

#### Gli inizi amatoriali e Vitória Setúbal
Nato a Vila Nova de Gaia, nel distretto di Oporto, Amaral cresce nelle giovanili del Candal e gioca nelle leghe amatoriali fino all'età di 24 anni, lavorando anche in una fabbrica di bottiglie di vino.
Il 6 giugno 2016 il Pedras Rubras lo cede al Vitória Setúbal, con cui il calciatore firma un triennale. Esordisce in Primeira Liga il 21 agosto 2016 in un match pareggiato 1-1 contro il Benfica. La settimana seguente segna la sua prima rete tra i professionisti nel corso del match vinto 2-0 contro l'Arouca. Al termine della Primeira Liga 2016-17 Amaral segna altri quattro gol e offre due assist, con il Vitória che si piazza al dodicesimo posto.

#### Lech Poznań e Paços Ferreira
Il 21 luglio 2018 sottoscrive un contratto quadriennale con i polacchi del Lech Poznań. Esordisce segnando la rete del pareggio (1-1) al termine dell'incontro di Europa League contro i bielorussi dello Šachcër Salihorsk, valido per il secondo turno preliminare.
Il 2 gennaio 2020 torna in patria, nelle file del Paços de Ferreira, per un prestito semestrale valido fino al 30 giugno, ma che viene successivamente prolungato per tutta la stagione 2020-2021.
Il 25 maggio 2021 viene annunciato che il Paços de Ferreira non ha riscattato il calciatore, che fa perciò ritorno al Lech Poznań. A maggio 2022 si laurea campione di Polonia.

## Statistiche

### Presenze e reti nei club
Statistiche aggiornate al 20 maggio 2022.
| Stagione             | Squadra              | Campionato           | Campionato | Campionato | Coppe nazionali | Coppe nazionali | Coppe nazionali | Coppe continentali | Coppe continentali | Coppe continentali | Altre coppe | Altre coppe | Altre coppe | Totale | Totale | Totale |
| Stagione             | Squadra              | Comp                 | Pres       | Reti       | Comp            | Pres            | Reti            | Comp               | Pres               | Reti               | Comp        | Pres        | Reti        | Pres   | Reti   |        |
| -------------------- | -------------------- | -------------------- | ---------- | ---------- | --------------- | --------------- | --------------- | ------------------ | ------------------ | ------------------ | ----------- | ----------- | ----------- | ------ | ------ | ------ |
| 2010-2011            | Candal               | TD                   | 32         | 4          | TP              | 2               | 0               |                    | -                  | -                  |             | -           | -           | 34     | 4      |        |
| 2011-2012            | Candal               | POR                  | 31         | 10         |                 | -               | -               |                    | -                  | -                  |             | -           | -           | 31     | 10     |        |
| Totale Candal        | Totale Candal        | Totale Candal        | 63         | 14         |                 | 2               | 0               |                    | -                  | -                  |             | -           | -           | 65     | 14     |        |
| 2012-2013            | Padroense            | SD                   | 30         | 3          | TP              | 1               | 0               |                    | -                  | -                  |             | -           | -           | 31     | 3      |        |
| 2013-2014            | Mirandela            | 3D                   | 32         | 6          | TP              | 1               | 0               |                    | -                  | -                  |             | -           | -           | 33     | 6      |        |
| 2014-gen. 2015       | Pedras Rubras        | 3D                   | 8          | 1          | TP              | 2               | 1               |                    | -                  | -                  |             | -           | -           | 10     | 2      |        |
| gen.-giu. 2015       | Oliveirense          | 3D                   | 21         | 6          | TP              | 0               | 0               |                    | -                  | -                  |             | -           | -           | 21     | 6      |        |
| 2015-2016            | Pedras Rubras        | 3D                   | 32         | 6          | TP              | 2               | 0               |                    | -                  | -                  |             | -           | -           | 34     | 6      |        |
| Totale Pedras Rubras | Totale Pedras Rubras | Totale Pedras Rubras | 40         | 7          |                 | 4               | 1               |                    | -                  | -                  |             | -           | -           | 44     | 8      |        |
| 2016-2017            | Vitória Setúbal      | PL                   | 33         | 5          | TP+TL           | 2+2             | 0               |                    | -                  | -                  |             | -           | -           | 37     | 5      |        |
| 2017-2018            | Vitória Setúbal      | PL                   | 33         | 9          | TP+TL           | 1+6             | 0               |                    | -                  | -                  |             | -           | -           | 40     | 9      |        |
| 2018-2019            | Lech Poznań          | E                    | 25         | 8          | PP              | 2               | 1               | UEL                | 3                  | 1                  | -           | -           | -           | 30     | 10     |        |
| 2019-feb. 2020       | Lech Poznań          | E                    | 15         | 3          | PP              | 2               | 0               |                    | -                  | -                  |             | -           | -           | 17     | 3      |        |
| gen.-lug. 2020       | Paços Ferreira       | PL                   | 19         | 1          | TP+TL           | 1+0             | 0               |                    | -                  | -                  |             | -           | -           | 20     | 1      |        |
| 2020-2021            | Paços Ferreira       | PL                   | 29         | 1          | TP+TL           | 2+1             | 0               |                    | -                  | -                  |             | -           | -           | 32     | 1      |        |
| 2021-2022            | Lech Poznań          | E                    | 32         | 14         | PP              | 4               | 3               |                    | -                  | -                  | -           | -           | -           | 36     | 17     |        |
| Totale carriera      | Totale carriera      | Totale carriera      | 362        | 77         |                 | 31              | 5               |                    | 3                  | 1                  |             | -           | -           | 396    | 83     |        |

## Palmarès

### Club

#### Competizioni nazionali
- Campionato polacco: 1

Lech Poznań: 2021-2022